# Charte de l'environnement
Lire en ligne

Loi constitutionnelle no 2005-205 relative à la Charte de l'environnement

La Charte de l'environnement est un texte de valeur constitutionnelle. Elle est intégrée en 2005 dans le bloc de constitutionnalité du droit français, reconnaissant les droits et les devoirs fondamentaux relatifs à la protection de l'environnement. Elle introduit notamment dans la Constitution trois grands principes : le principe de prévention, le principe de précaution, et le principe pollueur-payeur.
Cette charte est l'aboutissement d'un projet initié et annoncé par le président de la République française Jacques Chirac, et préparé par la Commission Coppens.

## Historique
L'annonce par Jacques Chirac du projet de Charte de l'Environnement est faite dans un discours à Orléans, le 3 mai 2001. Il a ensuite été repris comme un engagement pendant la campagne présidentielle de 2002. Le texte du projet de révision constitutionnelle est préparé pendant quatre ans par une commission particulière présidée par le professeur Yves Coppens qui, outre lui-même comprenait entre autres :
- Dominique Bourg (directeur du CREIDD à l'université de technologie de Troyes) ;
- Christian Brodhag (directeur de recherche à l'École des Mines de Saint-Étienne) ;
- Philippe Charrier ;
- Bertrand Collomb (à l'époque président de SA-Lafarge) ;
- François Ewald (philosophe et juriste) ;
- Yves Jegouzo (conseiller d'État) ;
- Robert Klapisch ;
- Christiane Lambert (réseau FARRE) ;
- Jean-Claude Lefeuvre (professeur au Muséum national d'histoire naturelle) ;
- François Loloum (maître des requêtes du Conseil d'État) ;
- Marie-José Nicoli (présidente de l'UFC Que choisir) ;
- Jacques Pélissard (président de l'Association des maires de France) ;
- Geneviève Perrin-Gaillard (députée des Deux-Sèvres) ;
- Pierre Picard (université Paris X) ;
- Charles Pilet (docteur vétérinaire) ;
- Bernard Rousseau, président de France Nature Environnement ;
- Jean-François Trogrlic (secrétaire national de la CFDT).

Le rapport est remis en avril 2003. Cette commission a vu ses travaux enrichis par deux comités, l'un juridique, l'autre scientifique pour valider ou invalider certaines hypothèses. Une série de réunions publiques organisées dans toute la France ont permis aussi de recueillir l'avis des citoyens français, avec pour objet diverses thématiques liées à la Charte.
Le texte, retravaillé par le secrétariat général du Gouvernement et par le cabinet du président de la République, comprend en plus de la charte une modification du préambule et de l’article 34 de la Constitution.
Le projet de loi est approuvé par l'Assemblée nationale puis le Sénat en 2004. Le Parlement a ensuite été réuni en Congrès à Versailles le 28 février 2005 et a entériné, par 531 voix contre 23 le projet de loi constitutionnelle.
La Charte est promulguée le 1er mars 2005 par Jacques Chirac.

## Contenu
La charte reprend un certain nombre de droits ou de principes dits de « 3e génération » déjà consacrés dans des textes à valeur législative ou le plus souvent dans des textes internationaux. Elle a une valeur constitutionnelle.
La charte comprend un préambule (qui dispose notamment que « la préservation de l’environnement doit être recherchée au même titre que les autres intérêts fondamentaux de la Nation »), ainsi que dix articles :

« Art. 1er. - Chacun a le droit de vivre dans un environnement équilibré et respectueux de la santé.
Art. 2. - Toute personne a le devoir de prendre part à la préservation et à l'amélioration de l'environnement.
Art. 3. - Toute personne doit, dans les conditions définies par la loi, prévenir les atteintes qu'elle est susceptible de porter à l'environnement ou, à défaut, en limiter les conséquences.
Art. 4. - Toute personne doit contribuer à la réparation des dommages qu'elle cause à l'environnement, dans les conditions définies par la loi.
Art. 5. - Lorsque la réalisation d'un dommage, bien qu'incertaine en l'état des connaissances scientifiques, pourrait affecter de manière grave et irréversible l'environnement, les autorités publiques veillent, par application du principe de précaution et dans leurs domaines d'attributions, à la mise en œuvre de procédures d'évaluation des risques et à l'adoption de mesures provisoires et proportionnées afin de parer à la réalisation du dommage.
Art. 6. - Les politiques publiques doivent promouvoir un développement durable. À cet effet, elles concilient la protection et la mise en valeur de l'environnement, le développement économique et le progrès social.
Art. 7. - Toute personne a le droit, dans les conditions et les limites définies par la loi, d'accéder aux informations relatives à l'environnement détenues par les autorités publiques et de participer à l'élaboration des décisions publiques ayant une incidence sur l'environnement.
Art. 8. - L'éducation et la formation à l'environnement doivent contribuer à l'exercice des droits et devoirs définis par la présente Charte.
Art. 9. - La recherche et l'innovation doivent apporter leur concours à la préservation et à la mise en valeur de l'environnement.
Art. 10. - La présente Charte inspire l'action européenne et internationale de la France. »

Elle consacre un nouveau droit individuel, celui du droit de chacun à vivre dans un environnement équilibré et respectueux de sa santé (article 1er).
Une innovation juridique réside également dans la notion de devoir (articles 2 à 4 : devoir pour toutes personnes, articles 5, 6 et 10 relatifs aux autorités publiques, articles 8 et 9 pour les secteurs concernés tels que l'éducation et la recherche), celui de prendre part à la préservation de l'environnement. Ce n'est pas la première fois que la notion de devoir apparaît dans une constitution (la constitution de 1946 mentionne le devoir de travailler), mais c'est la première fois que le devoir peut prendre une valeur normative. Cela a été critiqué, notamment par les défenseurs de la conception de droit subjectif, pour qui le seul devoir qu'ait le citoyen est de respecter les droits d'autrui.
La Charte porte au niveau constitutionnel d'autres principes, qui existaient déjà au niveau législatif, mais qui acquièrent ainsi une plus grande force. Par exemple, la responsabilité écologique, qui englobe, en lui donnant une portée plus large, le « principe pollueur-payeur » qui n'est pas expressément reconnu dans la charte à la différence du Traité CE ; ou encore les droits à l'information et à la participation, déjà présent dans la Convention d’Aarhus. 
Enfin, la Charte définit le principe de précaution. Un soin particulier a été apporté à sa rédaction, afin d'écarter tous les abus d'interprétation qui en ont été faits dans le passé. Le libellé de l'article 5 de la Charte est ainsi différent de la rédaction traditionnelle du principe de précaution, telle qu'on la trouve dans la déclaration du Sommet de Rio ou en tête du code de l'environnement français.

## Effets de la charte dans l'ordre juridique français

### Conseil constitutionnel
Le Conseil constitutionnel s’est référé pour la première fois à la Charte de l'environnement par une décision n° 2005-514 DC du 28 avril 2005, relative à la création du registre international français de l’immatriculation des navires. Le Conseil constitutionnel a jugé  que le législateur n’avait pas méconnu le principe du développement durable énoncé par l'article 6 de la Charte de l'environnement. Une autre décision du 19 juin 2008 relative à la loi sur les OGM, a permis au Conseil constitutionnel de censurer certaines dispositions sur la base de la charte et conjointement avec l'article 34 de la Constitution qui définit le domaine d'intervention du législateur tout en rappelant que « l'ensemble des droits et devoirs définis dans la Charte de l'environnement ont valeur constitutionnelle ». Le Conseil ne peut toutefois pas exercer le même contrôle sur les dispositions rédigées de manière précise et sur celles qui renvoient la définition de leurs modalités à la loi.
Dans sa décision n°2009-599 DC du 29 décembre 2009, le Conseil a annulé les articles de loi de finances relative à la contribution carbone en constatant une rupture d'égalité de traitement, notamment au regard des exonérations prévues au titre des installations notamment industrielles et polluantes couvertes par le plan quotas no 2 sur la période 2008-2013 au motif que les quotas étaient alloués à titre gratuit (Considérant 82). Les régimes d'exemption prévus par le législateur ont été ainsi considérés comme contraires aux articles 2, 3 et 4 de la Charte (Considérant 79) mais pas l'exemption au bénéfice des DOM.
La décision n° 2011-116 QPC (Question Prioritaire de Constitutionnalité) du 8 avril 2011 à propos de l'article L. 112-16 du code de la construction et de l'habitation a confirmé l'application législative de la « théorie de la préoccupation » au regard des articles 1 à 4 (Points 5 et 6) de la charte au regard du trouble de voisinage qui ne peut être évoqué ultérieurement par les futurs voisins puisque la responsabilité pour faute peut être exercée à tout moment.
Dans la décision n° 2019-823 rendue 31 janvier 2020, le Conseil constitutionnel arrêt que le préambule de la Charte de l’environnement et le onzième alinéa du préambule de la Constitution de 1946 priment l’article 4 de la Déclaration des droits de l’homme et du citoyen de 1789, consacrant la préservation de l’environnement comme enjeu supérieur à la liberté d'entreprendre, y compris pour les effets que les effets à l'étranger d'activités exercées en France.
Saisi par des associations nationales et locales d’une question prioritaire de constitutionnalité sur la conformité de la loi aux droits et libertés garantis par la Constitution, le Conseil constitutionnel confirme le 27 octobre 2023 que les dispositions sur la réversibilité du stockage des déchets radioactifs en couche géologique profonde ne méconnaissent pas les exigences de l’article 1er de la Charte de l’environnement, éclairé par le septième alinéa de son préambule (« Le peuple français Considérant : Qu'afin d'assurer un développement durable, les choix destinés à répondre aux besoins du présent ne doivent pas compromettre la capacité des générations futures et des autres peuples à satisfaire leurs propres besoins »), et sont donc conformes à la Constitution. Les droits des générations futures sont donc reconnus.

### Juridictions judiciaires
Au titre des juridictions judiciaires, la Cour de cassation a pour rôle de définir comment les conditions d'exercice de tous ces principes doivent être définies par la loi et apporter des recommandations sur les textes d'application de la Charte, pour mettre en cohérence les lois existantes.
D'ores et déjà, les tribunaux de l'ordre judiciaire de première instance  ont reconnu pleinement à la Charte ses effets, en premier lieu le droit de vivre dans un environnement respectueux de la santé, conjugué au principe de précaution. Elle a notamment permis le fondement de la relaxe des faucheurs d'OGM dont la responsabilité pénale était en cause (décision annulée par la cour d'appel d'Orléans).

### Juridictions administratives
Concernant la juridiction administrative, dans ses premières décisions, le Conseil d'État a limité l'utilisation d'une ou plusieurs dispositions de la Charte comme moyen juridique invoqué pour contrer directement une disposition réglementaire dans un contentieux. Il a ajouté que l'arrêté de chasse contesté était conforme, non seulement à la Charte de l'Environnement, mais également à l’article L. 110-1 du code de l’environnement.
Par une autre décision du 3 octobre 2008, « Commune d'Annecy », le Conseil d'État a enfin pleinement reconnu la valeur constitutionnelle de la charte. Au regard de l'article 7 de la charte, un décret gouvernemental relatif à la participation du public dans l'élaboration des décisions qui concourent à la protection des lacs de montagne a été invalidé faute d'avoir été défini par la loi.
Deux décisions du Conseil d'État du 24 juillet 2009 ont annulé, en reportant la prise d'effet de cette annulation au 30 juin 2010 afin d'éviter que la France ne soit poursuivie pour manquement, des dispositions de deux décrets relatives aux OGM en ce qu'elles intervenaient dans un domaine que l'article 7 de la Charte attribue à la loi. L'effet contraignant de la charte est désormais évident tant pour le législatif que pour l'exécutif.
En première instance, les tribunaux administratifs ont été naturellement les premières juridictions à reconnaître la charte et sa valeur juridique. Ainsi, le juge des référés d'un tribunal administratif a reconnu dès 2005 qu’en adossant à la Constitution une Charte de l’environnement qui proclame dans son article 1er que « Chacun a le droit de vivre dans un environnement équilibré et respectueux de la santé », le législateur a nécessairement entendu ériger le droit à l’environnement en « liberté fondamentale » de valeur constitutionnelle.

## Effets de la charte dans l'administration française
L'article 6 de la Charte de l’environnement donne une orientation incontournable : « Les politiques publiques doivent promouvoir le développement durable ». L'administration française doit par conséquent changer de culture et de mentalité pour arriver à une dynamique concrète de changement en faveur du développement durable sous toutes ses formes. Le développement durable à travers une meilleure gestion des ressources comme des dépenses à long terme permet de lutter contre les formes de gaspillages économiques et environnementaux des administrations publiques comme privées.
Comme l'indique l'action 21 du Séminaire gouvernemental du 23 mars 2005 qui visait à Adapter les procédures administratives et politiques à la Charte de l’environnement, un document expliquant les notions juridiques essentielles de la charte à destination des administrations publiques a été élaboré. Un groupe de travail a été créé par la Délégation interministérielle au développement durable en vue de proposer des approches, des méthodes et les procédures nécessaires à la mise en œuvre du principe de précaution (article 5 de la Charte de l’environnement, précision de la notion de « risques graves et irréversibles »). Un bilan des mesures adoptées en 2005 détaille le contenu des engagements de l'État français. La loi de programmation no 2009-967 du 3 août 2009 dite Grenelle 1 consacre la notion d'exemplarité de l'État par son article 48.
À l'échelon local, les collectivités se sont engagées dans l'approche agenda 21 qui illustre aussi l'action concrète d'une démarche de développement durable. Celle-ci va en s'approfondissant à l'exemple de la communauté d'agglomération de Bourges  dont les services sont les premiers à avoir été certifiés en matière de qualité, de sécurité, d'environnement et d'éthique (QSEE) comme une entreprise en novembre 2006 au terme de 18 mois de procédure.
Sans conteste, la démarche de développement durable concourt à la modernisation in concreto des administrations publiques françaises. La démarche des achats durables ou achats « verts » en est une illustration pour l'État comme les collectivités locales. Toutes ces administrations publiques responsables de l'intérêt général doivent désormais plus que jamais répondre sur le terrain à la demande de citoyens dont les préoccupations voire exigences environnementales montent en puissance.
La démarche de Grenelle de l'environnement initiée par le gouvernement en 2007 peut constituer une relance de l'implication des administrations françaises au service des 33 chantiers opérationnels ouverts en 2008 au terme des rapports de leurs comités. Cette quatrième phase tournée vers la mise en œuvre, sera pour ces administrations l'occasion de renouveler leurs engagements concrets et opérationnels dans la mise en œuvre de la charte pour l'environnement. La gestion de l'efficacité énergétique des bâtiments publics (chantier no 3) ou encore des chantiers no 4 et no 28 où État et collectivités locales doivent fixer les modalités de leur exemplarité environnementale.
Outre l'administration, les entreprises publiques poussées sans doute par le Grenelle de l'environnement ont adopté en avril 2008 une charte du développement durable qui les pousse désormais à inscrire cette priorité dans leur stratégie. L'impact est également visible sur les entreprises qui sont de plus en plus nombreuses à rédiger leur propre charte. Plus encore, une circulaire du premier Ministre en date du 3 décembre 2008 confirme la volonté de l'État d'aborder plus systématiquement les critères environnementaux dans ses achats pour qu'ils deviennent durables.